# Serranilla de La Zarzuela
La Serranilla de La Zarzuela es una antigua muestra de lírica popular tradicional que se ha fechado en el siglo XIV.

## Historia
Se trata del ejemplo más antiguo del género lírico-narrativo castellano autóctono conservado denominado serranilla, paralelo a las pastorelas provenzales y que habría de inspirar posteriormente a poetas cultos como el Marqués de Santillana, Carvajal y otros poetas de la lírica cancioneril; debía tener testimonios más antiguos, ya que Juan Ruiz, arcipreste de Hita, parodia el género en su Libro de Buen Amor, cuya primera redacción parece de comienzos del segundo tercio del siglo XIV y una parodia se hace siempre sobre textos previamente conocidos y muy divulgados. 
Métricamente es un romancillo hexasílabo que conserva casos de -e paragógica. Como cita el nombre antiguo de Ciudad Real, "Villarreal", y el título de "ciudad" lo dio a este lugar el rey Juan II de Castilla en 1420, es indudablemente anterior a este año. No se ha conservado completa, sino que ha tenido que ser reconstruida a partir de varios testimonios parciales posteriores; un primer intento fue obra de Marcelino Menéndez Pelayo; el segundo correspondió a Ramón Menéndez Pidal, quien ofreció este texto:
Yo me iba, mi madre, / a Villa Reale; / errara yo el camino	/ en fuerte lugare. / Siete días anduve / que no comí pane, / cevada mi mula, / carne el gavilán. / Entre la Zarçuela / y Daraçután, / alçara los ojos / hazia do el sol sale; / viera una cabaña, / della el humo sale. / Picara mi mula, / fuyme para allá; / perros del ganado / sálenme a ladrar; / vide una serrana / del bello donayre. / -Llegaos, cavallero, / vergüenza no hayades; / mi padre y mi madre / han ydo al lugar, / mi caro Minguillo / es ydo por pan, / ni vendrá esta noche / ni mañana a yantar; / comeréys de la leche / mientras el queso se haze. / Haremos la cama / junto al retamal; / haremos un hijo, / llamarse ha Pasqual; / o será Arçobispo, / Papa o Cardenal,	/ o será porquerizo / de Villa Real. / ¡Bien, por vida mía, / devéys de burlar!
El poema aparece vuelto "a lo divino" en contrafactum por Juan López de Úbeda en su Romance de un alma que desea el perdón, que empieza
Yo me iba ¡ay Dios mío!
a Ciudad Reale;
errara yo el camino	
en fuerte lugare
López de Úbeda se vale del conocido tópico literario del homo viator o vida como peregrinación. Después aparece en dos piezas teatrales de Lope de Vega, el auto sacramental La Venta de la Zarzuela y la comedia El sol parado, que toman como referente para su construcción (en el primer caso de forma total, en el segundo de forma parcial) la citada serranilla. También cita Lope sus primeros versos en Las paces de los reyes y judía de Toledo, II y aparece en el Auto de los cantares que se le atribuye.
La ruta trazada por el caballero perdido corresponde al camino real de Toledo a Córdoba y Sevilla, en un pasaje que Lope conocía bien, por haber estando viviendo en Toledo con familia en Madrid. Lo marcan todos los derroteros de la época, desde el de Juan Villuga (1546). Los lugares y ventas citados desde Toledo a Ciudad Real son Ventas de Diezma, Orgaz, Los Yébenes, Venta de Guadalerce, Venta de Darazután, Venta de La Zarzuela, Malagón y Peralvillo.
El poema fue muy popular en los siglos XV al XVII por su comicidad: el caballero hambriento y maltrecho que, de repente, se encuentra con una propuesta seguramente irónica a la que difícilmente podría satisfacer. Aparte de en los autores citados, y entre muchos otros, aparecen versos suyos en el tratado De musica de Francisco de Salinas, en el Auto del peregrino del poeta toledano amigo de Lope José de Valdivielso y en el Tesoro de Sebastián de Covarrubias.

## Versiones musicales
Aparte de la antigua de Francisco de Salinas, en el siglo XX han puesto música al texto Ismael Peña (Florilège d´Espagne par Ismael, Paris: Riviera, XCED-421020) y el grupo Eanes.